# Julie Brodtkorb

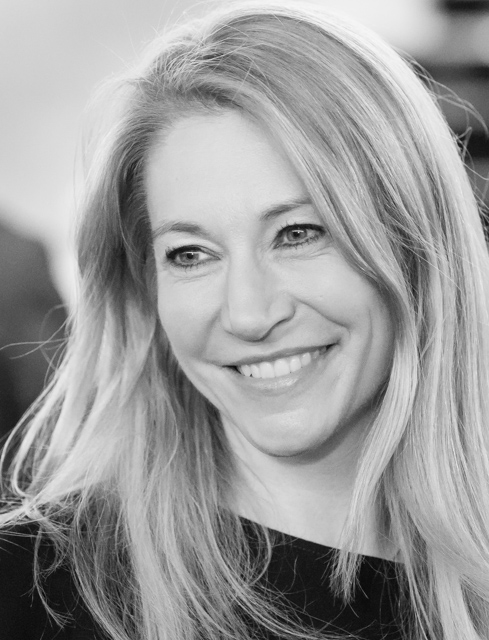
Julie Brodtkorb, 2017

Julie Margarethe Brodtkorb (* 29. Oktober 1974 in Trondheim) ist eine norwegische Politikerin der konservativen Partei Høyre. Von Oktober 2013 bis April 2017 war sie Staatssekretärin in der Regierung Solberg. Von 2018 bis 2022 hatte sie den Vorsitz des norwegischen Rundfunkrates inne.

## Leben
Brodtkorb engagierte sich in den 1990er-Jahren unter anderem in der pro-europäischen Jugend Europeisk Ungdom und in der Jugendorganisation Unge Høyre, deren Vorsitzende sie in Trondheim war. Bis 1999 studierte sie Wirtschaftswissenschaften an der Norwegischen Handelshochschule. Anschließend begann sie beim Kommunikationsbüro Geelmuyden Kiese zu arbeiten.
In den Jahren 2001 bis 2004 fungierte Brodtkorb als politische Beraterin der Høyrefraktion im norwegischen Nationalparlament Storting. Anschließend war sie zwischen 2005 und 2009 Kommunikationschefin der Partei und der Fraktion, bevor sie im Jahr 2009 Stabschefin für Erna Solberg in deren Funktion als Høyre-Vorsitzende wurde. Sie blieb bis 2010 in diesem Amt, danach war sie hauptberuflich als Kommunikationsberaterin in der freien Wirtschaft tätig. Zudem war sie von 2010 bis 2016 Vorsitzende der Høyre-Frauenorganisation Høyres kvinneforum. Als solche trat sie im Frühjahr 2013 unter anderem gegen eine Verschärfung der damaligen Abtreibungsgesetzgebung ein. Sie galt in dieser Zeit als die frauenpolitische Sprecherin mit der meisten medialen Aufmerksamkeit und im März 2012 veröffentlichte sie das Buch Bare en kvinne? (deutsch: Nur eine Frau?), in dem sie unter anderem über Feminismus in Norwegen schrieb. Zwischen 2011 und 2015 war Brodtkorb Stadträtin in Oslo.
Unter der im Oktober 2013 neu gewählten Ministerpräsidentin Erna Solberg wurde Julie Brodtkorb zur Stabschefin und Staatssekretärin im Statsministerens kontor, also der Kanzlei der Ministerpräsidentin, ernannt. Im April 2017 gab sie ihren Rückzug aus der Spitzenpolitik bekannt, nach eigenen Angaben, um nicht mehr dauerhaft erreichbar sein zu müssen. Sie übernahm schließlich die Leitung des Arbeitgeberverbands Maskinentreprenørenes forbund. Von 2018 bis 2022 war Brodtkorb Vorsitzende des Kringskastingsrådet, dem Rundfunkrat vom Norsk rikskringkasting (NRK).
Während ihrer von 2004 bis 2010 andauernden Ehe mit dem Investor Tore Aksel Voldberg trat sie in der Öffentlichkeit auch unter dem Namen Julie Brodtkorb Voldberg auf.